# Al-Aqmar-Moschee

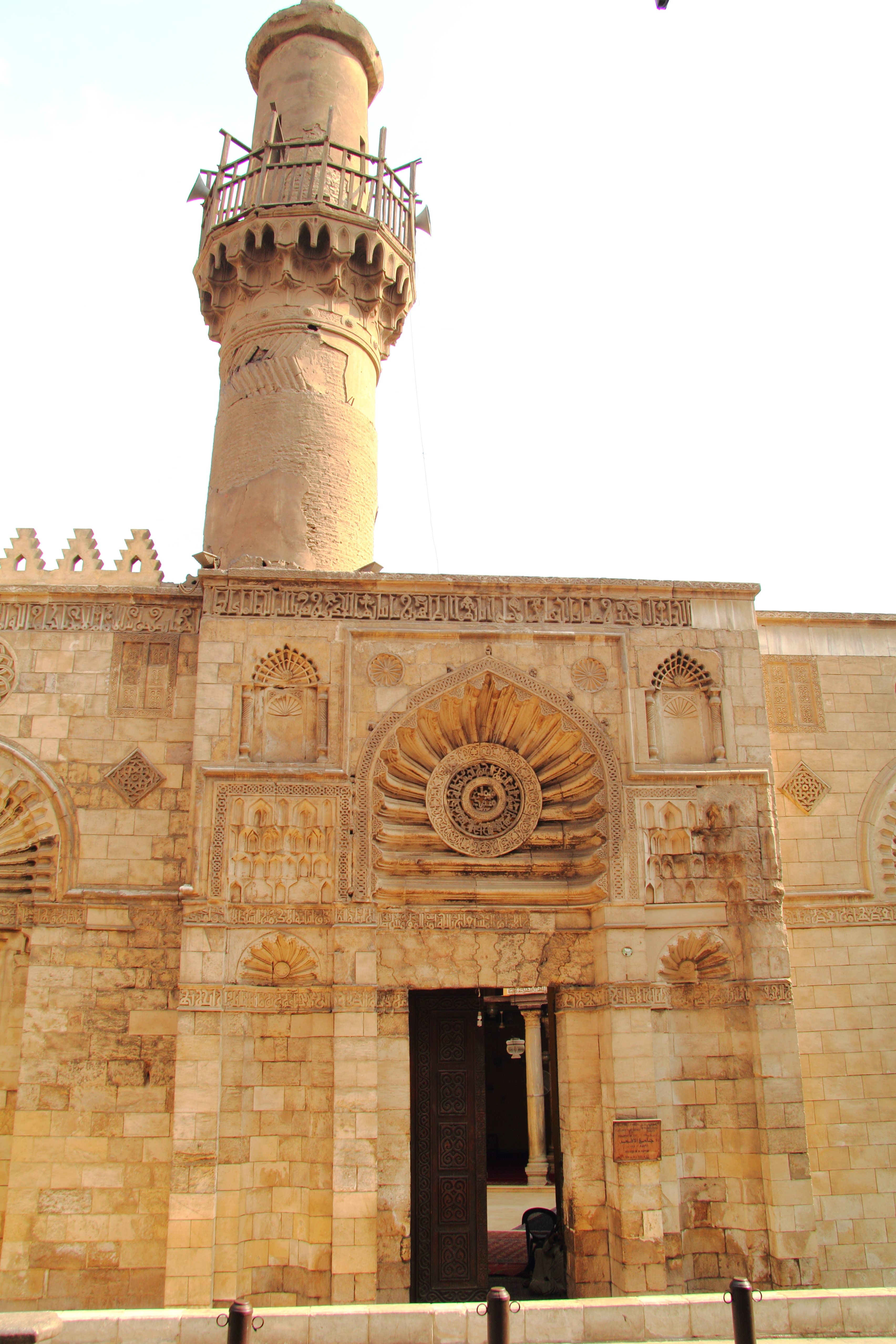
al-Aqmar-Moschee

Die al-Aqmar-Moschee (arabisch جامع الأقمر, DMG Ǧāmiʿ al-Aqmar ‚Moschee des Mondlichts‘) oder Graue Moschee ist eine der wenigen noch erhaltenen Kairoer Moscheen aus der Ära der Fatimiden; sie wurde unter dem Wesir al-Ma'mun al-Bata'ihi während des Kalifats von Imam al-Amir, Sohn des Mustansir, in den Jahren 1121 bis 1125 errichtet. Die Moschee befindet sich im historischen Kairo, im Norden der Muizz-Straße, in der Nähe befinden sich einige weitere Denkmäler, darunter der Qalawun-Komplex sowie die Moschee und Madrasa von Selihdar. al-Aqmar bedeutet übersetzt „Mondlicht“; das Bauwerk wird manchmal auch Graue Moschee genannt.

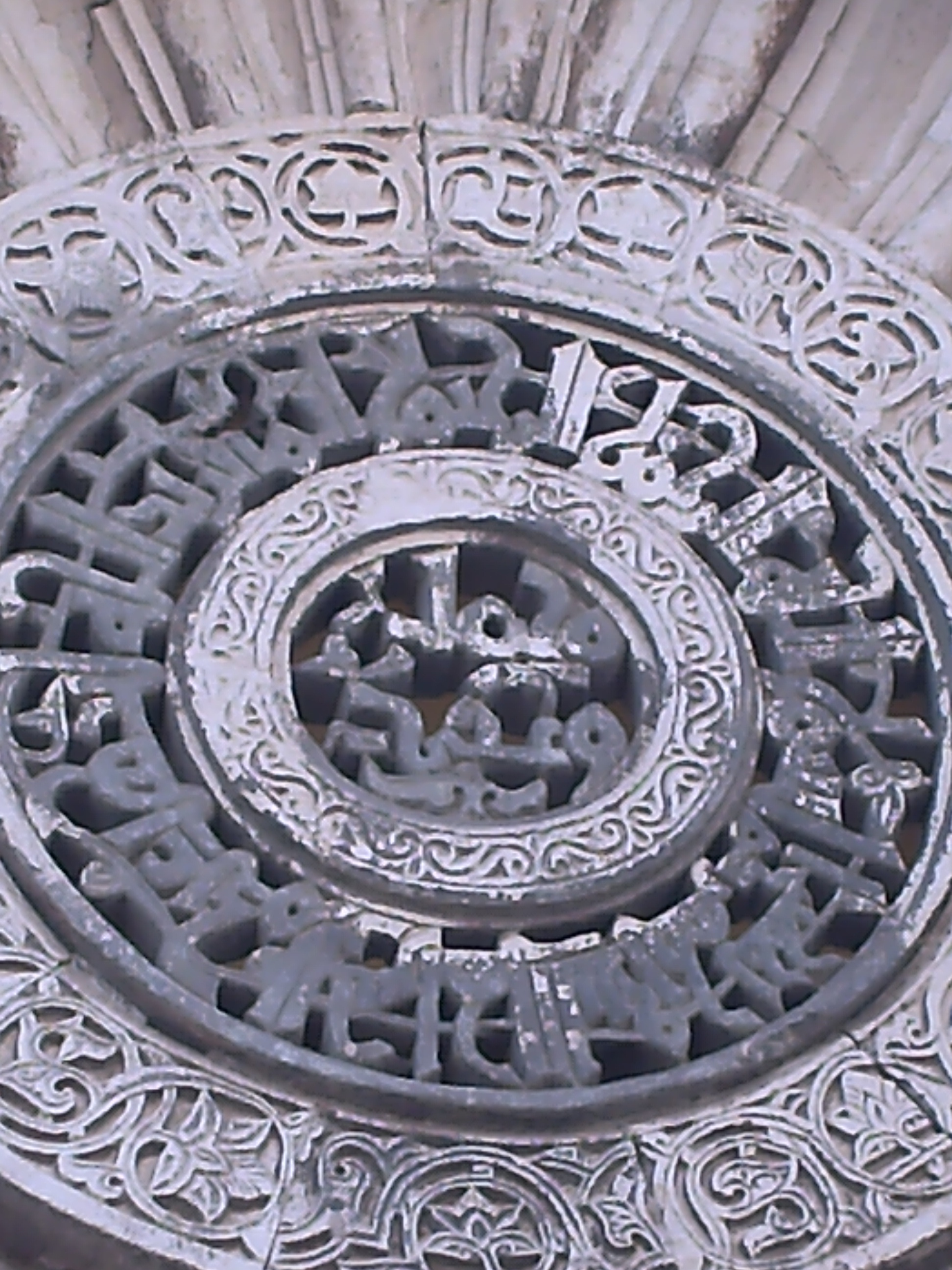
Inschriften am Haupteingang

Die Moschee besitzt einen quadratischen Innenhof (Sahn). Sie ist architekturhistorisch bedeutsam, da sie die erste Moschee Kairos war, deren Fassade nicht auf einer Achse mit der Qibla liegt; während diese sich nach Mekka ausrichten muss, folgt die Fassade dem Straßenverlauf. Diese ist reichlich mit Inschriften und Bildhauerarbeiten verziert – es ist auch die erste Moschee Kairos, die mit einer Steinfassade dekoriert wurde. Diese ikonographischen Verzierungen sind ungewöhnlich für Islamische Bauwerke und haben einen eindeutig schiitischen Bezug. Der Name des ersten schiitischen Imams Ali wird hier mehrfach dargestellt.
Im Jahr 1393 (1397 ?) wurde der Mihrab, die Minbar und der Bereich für die Waschungen von Amir Yalbugha al-Salimi, dem Dawadar („Träger des Tintenfasses des Sultans“) von Sultan Barquq, instand gesetzt. Das ursprüngliche Minarett ist heute nicht mehr erhalten.